# Namastey London
Pour plus de détails, voir Fiche technique et Distribution.
Namastey London est un film indien de Vipul Amrutlal Shah sorti en 2007.

## Synopsis
Jasmite (Katrina Kaif) est une jeune fille indienne qui a vécu toute sa vie à Londres. Pour donner satisfaction à ses parents qui souhaitent la marier à Arjun Singh (Akshay Kumar), elle se rend au Pendjab pour le rencontrer.
Là, Arjun connaît un coup de foudre immédiat pour sa promise, mais une fois à Londres, découvre que celle-ci est en fait sur le point d'épouser un Britannique, et n'a certainement aucune intention de rester avec lui. 
Néanmoins, il ne renonce pas à son amour et demeure aux côtés de Jasmite jusqu'à ce qu'elle tombe à son tour amoureuse de lui. Le jour prévu de son mariage à l'église, Jasmite quitte le fiancé britannique et rejoint Arjun.